# Европейски консерватори и реформисти
Партия на Европейските консерватори и реформисти е партия в Европейския парламент. Има 70 членове от 15 държави към 2018 г. Сред тях представители от Германия, Хърватска, Полша и т.н. 
След проведените избори през 2019 година, България е представена от депутатите от ВМРО-БНД -  Андрей Слабаков и Ангел Джамбазки.
След проведените европейски избори на 9 юни 2024 година, България е представена от Ивайло Вълчев от ПП Има такъв народ както и от депутатите от „ДПС-Ново начало“  .